# Flavio Roma
Flavio Roma (* 21. června 1974, Řím, Itálie) byl italský fotbalista hrající na postu brankáře. Jeho posledním působištěm byl francouzský klub AS Monaco. Odchytal několik utkání za italskou reprezentaci.

## Přestupy
- - z Piacenza Calcio do AS Monaco za 8 500 000 Euro
  - z AS Monaco do AC Milán zadarmo

## Statistiky
| Sezóna  | Klub            | Liga     | Liga   | Liga | Ligové poháry | Ligové poháry | Ligové poháry | Kontinentální poháry | Kontinentální poháry | Kontinentální poháry | Celkem | Celkem |
| Sezóna  | Klub            | Soutěž   | Zápasy | Góly | Soutěž        | Zápasy        | Góly          | Soutěž               | Zápasy               | Góly                 | Zápasy | Góly   |
| ------- | --------------- | -------- | ------ | ---- | ------------- | ------------- | ------------- | -------------------- | -------------------- | -------------------- | ------ | ------ |
| 1992/93 | SS Lazio        | Serie A  | 0      | -0   | IP            | 0             | -0            | -                    | 0                    | -0                   | 0      | -0     |
| 1993/94 | AC Mantova      | Serie C1 | 3      | -2   | -             | 0             | -0            |                      | 0                    | -0                   | 3      | -2     |
| 1994/95 | SS Lazio        | Serie A  | 0      | -0   | IP            | 0             | -0            | -                    | 0                    | -0                   | 0      | -0     |
| 1995/96 | AC Benátky      | Serie B  | 7      | -10  | IP            | 1             | -1            | -                    | 0                    | -0                   | 8      | -11    |
| 1996/97 | US Fiorenzuola  | Serie C1 | 19     | -26  | -             | 0             | -0            | -                    | 0                    | -0                   | 19     | -26    |
| 1997/98 | Foggia Calcio   | Serie B  | 36     | -51  | IP            | 4             | -5            | -                    | 0                    | -0                   | 40     | -56    |
| 1998/99 | AC ChievoVerona | Serie B  | 30     | -29  | IP            | 4             | -5            | -                    | 0                    | -0                   | 34     | -34    |
| 1999/00 | Piacenza FC     | Serie A  | 32     | -42  | IP            | 4             | -3            | -                    | 0                    | -0                   | 36     | -45    |
| 2000/01 | Piacenza FC     | Serie B  | 38     | -26  | IP            | 7             | -7            | -                    | 0                    | -0                   | 45     | -33    |
| 2001/02 | AS Monaco       | Lique 1  | 21     | -21  | FP+FLP        | 1+2           | -2+ -2        | -                    | 0                    | -0                   | 24     | -25    |
| 2002/03 | AS Monaco       | Lique 1  | 28     | -24  | FP+FLP        | 0+4           | -0+ -1        | -                    | 0                    | -0                   | 32     | -25    |
| 2003/04 | AS Monaco       | Lique 1  | 34     | -27  | FP+FLP        | 3+0           | -1+ -0        | LM                   | 12                   | -19                  | 49     | -47    |
| 2004/05 | AS Monaco       | Lique 1  | 34     | -33  | FP+FLP        | 4+1           | -3+ -0        | LM                   | 10                   | -7                   | 49     | -43    |
| 2005/06 | AS Monaco       | Lique 1  | 15     | -17  | FP+FLP        | 0             | -0            | LM+UEFA              | 1+1                  | -1+ -1               | 17     | -19    |
| 2006/07 | AS Monaco       | Lique 1  | 38     | -38  | FP+FLP        | 0+2           | -0+ -0        | -                    | 0                    | -0                   | 40     | -38    |
| 2007/08 | AS Monaco       | Lique 1  | 29     | -36  | FP+FLP        | 0+2           | -0+ -4        | -                    | 0                    | -0                   | 31     | -40    |
| 2008/09 | AS Monaco       | Lique 1  | 4      | -2   | FP+FLP        | 0+1           | -0+ -1        | -                    | 0                    | -0                   | 5      | -3     |
| 2009/10 | AC Milán        | Serie A  | 0      | -0   | IP            | 0             | -0            | LM                   | 0                    | -0                   | 0      | -0     |
| 2010/11 | AC Milán        | Serie A  | 1      | -0   | IP            | 2             | -1            | LM                   | 0                    | -0                   | 3      | -1     |
| 2011/12 | AC Milán        | Serie A  | 0      | -0   | IP+IS         | 0+0           | -0+ -0        | LM                   | 0                    | -0                   | 0      | -0     |
| 2012/13 | AS Monaco       | Lique 2  | 1      | -0   | FP+FLP        | 0             | -0            | -                    | 0                    | -0                   | 1      | -0     |
| 2013/14 | AS Monaco       | Lique 1  | 1      | -1   | FP+FLP        | 0             | -0            | -                    | 0                    | -0                   | 1      | -1     |
| Celkově | Celkově         | Celkově  | 370    | -385 | -             | 42            | -36           | -                    | 24                   | -28                  | 436    | -449   |

## Úspěchy

### Klubové
- 1× vítěz francouzské ligy (2002/03)
- 1× vítěz italské ligy (2010/11)
- 1× vítěz italského superpoháru (2011)